# Pachrophylla fumosa
Pachrophylla fumosa là một loài bướm đêm trong họ Geometridae.